# Teatro Lembo
Il Teatro Lembo (già Teatro D'Ambra) è il teatro storico di Canosa di Puglia, di proprietà comunale. Si trova in via Piave, nelle vicinanze della cattedrale di San Sabino.

## Storia
La sua costruzione, commissionata da Raffaele Lembo, facoltoso commerciante locale di grano, risale al 1923 in esecuzione del progetto elaborato dall'ingegnere e architetto Arturo Boccassini, di Barletta, il quale aveva progettato il Teatro Dilillo di Barletta e il Santuario dell'Immacolata (Barletta), oltre all'aver collaborato con l'ingegnere Santarelli al progetto del Teatro Margherita di Bari. Il Teatro fu inaugurato alla fine del 1926 quando, iniziando a scarseggiare le risorse economiche, si preferì avviare l'attività pur non avendo completato parte della struttura compresi gli addobbi, i fregi e le decorazioni.
Acquistato dal comune di Canosa di Puglia e consegnato alla città il 5 febbraio 2005, lo storico teatro è stato completamente ristrutturato e recuperato per ospitare nuovamente, così come in passato, gli spettacoli del panorama artistico italiano e internazionale.
Nel maggio 2006 sono stati bloccati i lavori di ristrutturazione a seguito di una eccezionale scoperta archeologica, rinvenuta sotto la galleria del teatro. Si tratta di un complicato incrocio stradale di età Imperiale con alcune strutture inquadrabili nel corso dell'età arcaica (VIII-VII secolo a.C.).
Il 5 novembre 2011, il Teatro Comunale è stato nuovamente riaperto al pubblico, alla presenza tra gli altri del governatore regionale Nichi Vendola e dall'allora ministro Raffaele Fitto, come un "contenitore culturale": accanto agli spettacoli di prosa e di musica, sarà base per le compagnie locali, nonché sala di registrazioni e conferenze. Inoltre, è possibile ammirare i tesori archeologici ivi rinvenuti.
Dal 1992, Canosa di Puglia aderisce al circuito del Teatro Pubblico Pugliese per la programmazione, l'organizzazione e la promozione di spettacoli dal vivo, stagioni di prosa, danza, teatro per ragazzi ed eventi speciali. Fino a metà degli anni 2000, il teatro che ospitava la programmazione del TPP era lo Scorpion. Anche per mezzo di questa iniziativa, diverse sono le compagnie teatrali esercitanti.
Il 14 luglio 2024 l'amministrazione comunale di Canosa di Puglia dedica il foyer del teatro al suo concittadino, l'attore Lino Banfi.